# 안치페로바섬
안치페로프섬(러시아어: о.Анциферова, 일본어: 志林規島 시린키토[*])은 쿠릴 열도 북부의 루지나 해협(러시아어: пр.Лужина, 일본어: 志林規海峡 시린키카이쿄[*]) 사이에 위치한 섬이다. 동서길이는 약 4km, 넓이는 3km이고, 섬 전체가 하나의 산인데 정상은 해발 751m이다. 해안선은 대체로 단조롭다.
일본이 지배했을 때는 홋카이도 슈무슈 군에 속한 섬이었다. 현재는 러시아의 사할린주에 속해 있다.